# الحركة الشعبية العربية (فلسطين)
الحركة الشعبية العربية كانت فصيلًا سياسيًّا صغيرًا تأسس في فلسطين عام 1977 على يد المثقف اليساري ناجي علوش الذي شغل منصب الأمين العام لاتحاد الكتاب والصحفيين الفلسطينيين.

## لمحة تاريخية
كان ناجي علوش قياديا في حركة فتح وفي منظمة التحرير الفلسطينية، وبعد خروجه من المجلس الثوري لحركة فتح عام 1977 أسس الحركة الشعبية العربية. ركز البرنامج السياسي للحركة على ضرورة مقاومة الاحتلال الإسرائيلي الغاشم ورفض التبعية بجميع أشكالها، فلا نهضة لفلسطين إلا إذا حكمها أبناءها، كما ركز أيضًا على أهمية وحدة الشعب الفلسطيني فلطالما كانت الانقسامات من أهم عوامل الضعف والتخلف. في أعقاب الاجتياح الإسرائيلي لجنوب لبنان في صيف عام 1982، انخرط عناصر الحركة الشعبية العربية في مقاومة جيش الاحتلال إلى جانب جبهة المقاومة الوطنية اللبنانية، حيث شاركت الحركة بمجموعتين تمركزتا في مدينة بيروت، وكانتا تقاتلان من خلال مواقع الجبهة الشعبية لتحرير فلسطين، وكان من بين عناصر الحركة المشاركين في القتال إبراهيم ناجي علوش.